# Donation de Pépin
Pour les articles homonymes, voir Pépin.

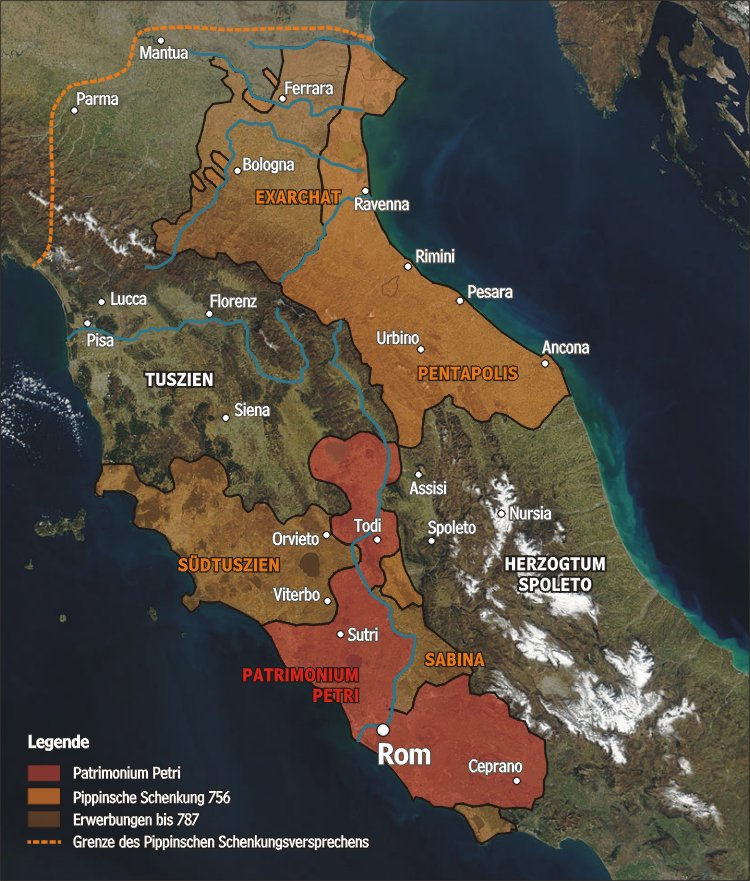
Les États pontificaux vers 800.

L’alliance entre Pépin le Bref et le pape Étienne II face à la menace lombarde conduit à la Donation de Pépin (754-756), qui établit les États pontificaux en Italie centrale, marque l’émancipation politique de l’Occident vis-à-vis de Byzance et renforce la légitimité carolingienne, une relation confirmée et étendue sous Charlemagne. 

## Historique
Au milieu du VIIIe siècle, l'Italie est plongée dans un jeu d'alliances et de conflits complexes, où s'affrontent le pape, les Lombards et l’Empire byzantin. En 751, le roi lombard Aistulf prend le contrôle de Ravenne, un bastion clé des Byzantins en Italie. L'année suivante, en 752, le pape Étienne II se retrouve menacé par l’avancée des Lombards. Dans un premier temps, il tente d’obtenir de l’aide de l’empereur byzantin Constantin V, mais celui-ci se contente de lui ordonner de demander la restitution de Ravenne à Aistulf. Devant cette absence d’aide, Étienne II se tourne alors vers Pépin, le roi des Francs, qui, depuis sa montée en puissance, semble être un soutien potentiel pour l'Église. Il envoie un message secret, transporté par un pèlerin, dans lequel il sollicite une rencontre avec Pépin. Ce dernier, réceptif à la demande papale, envoie deux de ses proches, l'évêque Chrodegang et le duc Audgar, pour escorter le pape en direction de la Francie. Étienne II quitte Rome en octobre 753 et, après avoir traversé les Alpes, est rejoint en Champagne par une escorte envoyée à sa rencontre par Pépin. L’un des événements marquants de cette rencontre est l’arrivée de Charles, le futur Charlemagne, à l’âge de 12 ans, accompagné de son père, Pépin, qui viennent accueillir le pape à Ponthion, marquant ainsi le premier voyage d'un pape dans un royaume occidental.
Lors du voyage en France de 754 du pape Étienne II, Pépin le Bref le reçoit au palais de Ponthion (Champagne, Marne) le 6 janvier, puis sur les bords de l'Oise dans sa villa de Quierzy. À Ponthion, les discussions entre le pape et Pépin atteignent un point culminant. Un geste symbolique de Pépin, qui met pied à terre pour accompagner le pape, fait référence à la prétendue Donation de Constantin, un document ancien attribuant au pape des territoires en Italie et dans l’Empire romain d’Occident. Bien que les historiens n’aient jamais trouvé de preuve tangible de ce document, il devient un point central dans les négociations. Le pape réclame en effet des terres italiennes sous sa souveraineté, appuyant sa demande sur cet acte supposé qui lui aurait été octroyé par l'empereur Constantin. Pépin, bien qu’hésitant à engager un conflit contre les Lombards, est finalement poussé à agir après que Aistulf commet l’erreur d’envoyer le frère de Pépin, Carloman, troubler la paix en Gaule. Pépin réagit en faisant arrêter Carloman et, en avril 754, il décide, lors d’une assemblée à Quierzy-sur-Oise, de prendre des mesures militaires pour récupérer les territoires revendiqués par le pape. Il s’engage ainsi à aider le pape Étienne II, principalement en lui restituant Ravenne et d’autres régions d’Italie.
Le 14 avril 754, un traité est signé, par lequel, en vue de la création d'un domaine pontifical, le roi s'engage à conquérir puis donner au pape certains territoires détenus par le roi de Lombardie, soit : l'exarchat de Ravenne ainsi que la Corse. En contrepartie, celui-ci reconnaît la dynastie carolingienne et approuve la relégation au couvent qui a été imposée au roi mérovingien Childéric III. De 756 à 758, Pépin lance trois campagnes (couronnées de succès), pour parvenir à repousser les Lombards et finalement livrer au pape les territoires conquis, appelés depuis le patrimoine de saint Pierre, soit vingt-deux villes de l'Italie centrale, dont Ravenne, Pérouse et les provinces d'Émilie et de la Pentapole byzantine.
Le 4 avril 774, Charlemagne, fils de Pépin, confirme cette donation au pape Adrien Ier qui en avait fait la demande dans un Liber Pontificalis.
En 816, un corps expéditionnaire envoyé par Charlemagne aurait délivré temporairement la Corse de l'occupation sarrasine. Le légendaire Prince romain Ugo Colonna (760-834) devient, selon l'historien Giovanni della Grossa, le premier comte de Corse, vassal du pape.

## Pépin le Bref

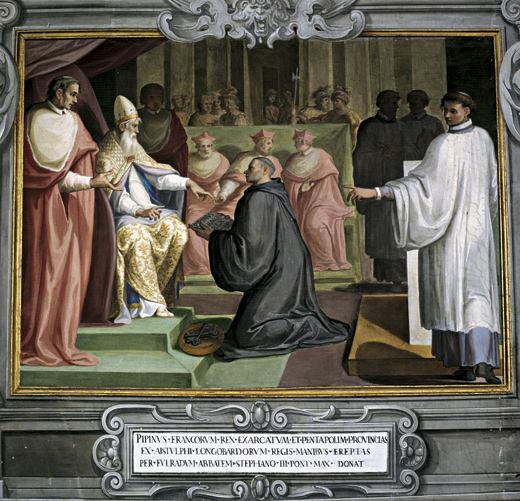
La donation de Pépin le Bref au pape Étienne II (754). Représentation tardive.

Depuis le VIe siècle, le royaume des Francs est dirigé par les Mérovingiens, mais leur pouvoir s’affaiblit progressivement. Les véritables détenteurs du pouvoir sont les maires du palais, des hauts fonctionnaires qui gouvernent au nom des rois. Pépin le Bref, fils de Charles Martel, est maire du palais depuis 741 et souhaite légitimer son pouvoir. En 751, avec l’appui du pape, il dépose le dernier roi mérovingien, Childéric III, et se fait sacrer roi des Francs, marquant la fin des Mérovingiens et le début de la dynastie carolingienne. Ce sacre a une signification importante étant la première fois qu’un roi franc reçoit une légitimation divine du pape, renforçant ainsi l’idée que le pouvoir royal vient de Dieu.

## Sacre de Pépin
En 753, devant le danger lombard qui menace le pape Étienne II, il est dans l’obligation de quitter Rome et de traverser les Alpes pour rencontrer Pépin en Gaule et chercher son aide militaire. Une négociation a lieu entre les deux hommes, en échange d’un nouveau sacre qui aura lieu dans la basilique Saint-Denis, Pépin, réticent à l’idée de s’engager dans une campagne d’Italie fini par promettre son aide militaire contre l’envahisseur lombard. Étienne II sacre donc à nouveau Pépin en 754 à Saint-Denis, lui renforçant ainsi sa légitimité à la tête de la dynastie carolingienne tout en étant un moyen d’empêcher un retour aux Mérovingiens. Bien que les Mérovingiens soient affaiblis, leur règne de 263 ans pourrait susciter des contestations. Inspiré par les rois bibliques et la tradition germanique du pouvoir sacré, Pépin reçoit l’onction d’huile sainte d’un ecclésiastique, établissant ainsi une nouvelle légitimité divine. Ce sacre, bien que paradoxal avec la doctrine ecclésiastique qui avait rejeté le caractère sacré des rois barbares, pourrait avoir exercé des influences ailleurs en Europe. La bénédiction du pape ne s’arrête pas à Pépin, mais s’étend à son épouse et protège sa descendance en menaçant qu’un futur roi issu d’une autre famille serait excommunié.
En 755 et 756, Pépin mène deux campagnes militaires en Italie contre les Lombards, contraignant Aistulf à abandonner ses conquêtes. Il restitue alors au pape un vaste territoire en Italie centrale, au lieu de le rendre aux Byzantins. C’est cet acte qui est appelé la Donation de Pépin.

## Campagnes militaires de Pépin
En accord avec ses engagements envers le pape et face à l’intransigeance d’Aistulf, Pépin traverse les Alpes au printemps 755 avec son armée par le col du Mont-Cenis. Les Lombards battent en retraite, et leur roi se retranche à Pavie, où Pépin, accompagné du pape, l’assiège. Cependant, aucun des deux camps ne souhaite s’éterniser dans le conflit. Pépin ne souhaite pas rester en Lombardie tout l’été, et Aistulf ne peut se permettre un long siège. Ce dernier accepte alors de céder l’exarchat de Ravenne et d’autres territoires récemment conquis, offrant quarante otages en gage de sa sincérité. Satisfait, Pépin retourne en Francie, tandis que le pape, de son côté, regagne Rome.
Aistulf, fidèle à sa stratégie, ne respecte pas ses engagements et relance l’offensive dès le départ des Francs. Il mène une campagne de pillage aux portes de Rome, en coordination avec une troupe venue du duché de Bénévent. Face à cette menace, le pape Étienne II envoie des lettres désespérées à Pépin, lui reprochant son inaction et lui rappelant son serment, son sacre et les promesses qu’il a faites. Il insiste sur le fait que les Lombards se moquent de lui et va même jusqu’à utiliser du chantage spirituel, évoquant un châtiment divin pour Pépin et ses enfants s’il ne défend pas l’Église. Il fait rédiger une lettre attribuée à saint Pierre lui-même, enjoignant le roi des Francs à intervenir sous peine de perdre le salut éternel.
Pépin comprend l’intérêt stratégique de maintenir le soutien du pape. Au printemps 756, il traverse à nouveau les Alpes avec une armée renforcée, accompagnée d’un contingent bavarois dirigé par le duc Tassilon. Un second siège de Pavie commence. Pendant le siège, des émissaires de l’empereur byzantin demandent à Pépin de restituer les territoires lombards à leur souverain légitime, plutôt qu’au pape. Pépin refuse. Aistulf capitule à nouveau, mais cette fois, les conditions sont plus sévères. Il doit payer une indemnité de guerre, livrer de nouveaux otages et céder vingt-deux villes de l’exarchat de Ravenne et de la Pentapole. L’abbé Fulrad se rend alors dans ces villes, dont Ravenne, Urbino et Gubbio, pour récupérer leurs clés, qu’il dépose sur le tombeau de saint Pierre à Rome. Selon le Liber Pontificalis, Pépin aurait même dressé une liste des territoires à céder, conservée aux Archives pontificales, bien que ce document ait disparu par la suite.

## La Donation de Pépin et la création des États pontificaux
Plutôt que de restituer les territoires conquis à l’Empire byzantin, qui revendiquait encore l’Italie, Pépin décide de les remettre directement au pape Étienne II. Le pape et le roi des francs créent ainsi un lien assurant la défense et l’existence des nouveaux États du pape. Cela brise la tutelle traditionnelle qui liait plutôt le pape à l’empereur byzantin. Ce sera donc désormais aux francs que sera décerner la tâche d’être présent pour la protection du pape et en fera une composante essentielle de la politique carolingienne. Ce transfert de territoires, connu sous le nom de Donation de Pépin, marque la naissance des États pontificaux, un territoire sous l’autorité du pape en Italie centrale. Parmi les villes et régions concernées on retrouve Ravenne, le duché de Rome, Pérouse, et plusieurs cités de l’Italie centrale. Le pape devient ainsi un souverain temporel en plus d’être le chef de l’Église. Peu après sa défaite, Aistulf meurt en 756. Son successeur, Desiderius, adopte une politique plus prudente, mais la question lombarde ne sera définitivement réglée que par Charlemagne, qui annexera le royaume lombard en 774.

## Les conséquences de la Donation de Pépin
Grâce à la Donation de Pépin, le pape obtient la souveraineté sur plusieurs territoires en Italie centrale, dont Ravenne, le duché de Rome, Pérouse et d’autres cités. C’est la naissance des États pontificaux, un territoire gouverné par le pape qui durera plusieurs siècles. Grâce à son aide, Pépin bénéficie d’un accroissement de prestige et de légitimité ainsi que de l’appui du Pape pendant son règne. De plus, en donnant ces terres au pape au lieu de les rendre à Byzance, Pépin contribue à l’émancipation politique de l’Occident par rapport à Constantinople. Cette alliance entre les Francs et le Pape place Rome du côté occidental. La Donation de Pépin marque le début de l’exercice du pouvoir temporel des papes, c’est-à-dire leur autorité politique en plus de leur autorité spirituelle. Cela influencera les relations entre l’Église et les rois d’Europe durant tout le Moyen Âge.

## La confirmation de Charlemagne
Le pape Adrien Ier est confronté aux ambitions du roi lombard Didier, qui cherche à imposer son influence sur Rome. Adrien refuse de reconnaître l’autorité lombarde et appelle Charlemagne à l’aide. Charlemagne, fidèle à l’alliance carolingienne avec la papauté, intervient militairement en Italie en 773-774. Il franchit les Alpes et assiège Pavie, la capitale lombarde. Après neuf mois de siège, Didier capitule en 774 et Charlemagne se proclame roi des Lombards, n’intégrant pas réellement leur royaume à l’empire franc, mais le juxtaposant, Avec la chute du royaume lombard, la menace immédiate sur Rome disparaît, mais la question du statut des territoires pontificaux reste posée.
Après la victoire contre les Lombards, Charlemagne se rend à Rome et rencontre le pape Adrien Ier. Lors de cette visite. Charlemagne renouvelle officiellement la Donation de Pépin, confirmant que les territoires cédés en 756 restent sous le contrôle du pape. Il accorde même des territoires supplémentaires, étendant les possessions pontificales à l’Exarchat de Ravenne, la Pentapole (Rimini, Pesaro, Fano, Senigallia, Ancône) et plusieurs duchés.

## Conséquences de la confirmation
La Donation de Pépin avait déjà donné au pape un pouvoir politique, mais la confirmation par Charlemagne légitime et étend davantage ce pouvoir. Rome et ses environs deviennent des territoires administrés directement par la papauté. La confirmation de la Donation par Charlemagne l’entraîne à intervenir encore une fois en 776, vainquant les Lombards avec rapidité. En confirmant la Donation, Charlemagne se pose en protecteur de l’Église et en allié du pape. Cette relation culminera en l’an 800, lorsque le pape Léon III couronne Charlemagne empereur d’Occident, rétablissant l’idée impériale en Europe. Byzance revendiquait toujours l’Italie et contestait fermement la Donation de Pépin. Avec la confirmation par Charlemagne, l’autorité impériale byzantine sur ces territoires est définitivement marginalisée.
Le texte de la donation se trouve dans le Liber Pontificalis et dans la Chronique du Mont-Cassin par Léon d'Ostie.